# Hysteroglonium ovatum
Hysteroglonium ovatum är en svampart som först beskrevs av Mordecai Cubitt Cooke, och fick sitt nu gällande namn av Gustav Lindau 1896. Hysteroglonium ovatum ingår i släktet Hysteroglonium och familjen Hysteriaceae.   Inga underarter finns listade i Catalogue of Life.